# Eugen Herzog
Eugen Herzog (fl. XX secolo) è stato un calciatore e allenatore di calcio svizzero.

## Carriera
È tra le file del Genoa nel biennio 1906 e 1907, dove non gioca nessun incontro ufficiale.
Nel 1908 passa al San Gallo, con cui ottenne il settimo e penultimo posto del Girone Est al termine della Serie A svizzera 1907-1908.
Successivamente ritornò al Genoa, disputando nella stagione 1908 solo amichevoli a causa dell'autoesclusione del club genovese dal campionato italiano. L'esordio ufficiale e la sua prima rete sono datati entrambi 17 gennaio 1909 nel derby contro l'Andrea Doria terminato col risultato di parità per uno ad uno.
Dall'ottobre 1910 al 1912, Herzog rivestì il doppio ruolo di giocatore ed allenatore, succedendo a Daniel Hug, ottenendo nella Prima Categoria 1911-1912 il terzo posto della Classifica finale.